# Marpissa mystacina
Marpissa mystacina är en spindelart som beskrevs av Władysław Taczanowski 1878. Marpissa mystacina ingår i släktet Marpissa och familjen hoppspindlar. Inga underarter finns listade i Catalogue of Life.